# The Mob – Der Pate von Manhattan
The Mob – Der Pate von Manhattan (Originaltitel: Witness to the Mob) ist ein US-amerikanischer Fernsehfilm, der am 10. Mai 1998 zum ersten Mal in den USA ausgestrahlt wurde. Der Film behandelt die Mafia-Karriere des Gangsters Salvatore „Sammy the Bull“ Gravano, der in der Gambino-Familie bis zum Underboss aufstieg und dessen Aussagen den Gangster John Gotti zu Fall brachten.

## Handlung

### Aufstieg als Mafioso
Am Anfang des Films sieht man Sammy Gravano im Gefängnis sitzen, er sagt, dass er permanent damit rechnet, ermordet zu werden. Dann beginnt der Film den Aufstieg des Mafioso zu beschreiben. Aufgewachsen in Bensonhurst, Brooklyn hat der Italoamerikaner Gravano ein Ziel: Keine kleinen Verbrechen mehr zu begehen, sondern Vollmitglied der Mafia zu werden. Er sucht die Nähe zum Gambino-Boss Paul Castellano und begeht seinen ersten Auftragsmord. Schnell erwirbt er sich einen „guten Ruf“ und findet auch privat sein Glück. Er heiratet seine Freundin und wird als Vollmitglied in die Familie aufgenommen. Castellano erinnert ihn bei der Aufnahmezeremonie an seine Pflichten und die Strafen. Drogengeschäfte sind ausdrücklich verboten. Seine erste Handlung ist die brutale Übernahme einer Bar.
Bald macht er die Bekanntschaft des Capos John Gotti, der beginnt, ihn gegen den Boss Castellano aufzuwiegeln. Castellano würde in seinem „Weißen Haus“ sitzen und hätte von den Geschäften auf der Straße keine Ahnung mehr.
Dann beschreibt der Film in kurzen Ausschnitten den Aufstieg Gravanos. Das Geld fließt in Strömen, Schutzgelderpressung, Kreditwuchergeschäft, Unterwanderung der Gewerkschaften stehen auf der Tagesordnung. Bald kann er sich eine Villa und anderen Luxus leisten. Der Boss ist zufrieden mit dem guten Verdiener Gravano.
Gravano wird mit der Ermordung eines Mafiamitgliedes beauftragt: Die „Commission“ wünscht seinen Tod. Gravano spricht mit dem Opfer und führt ihn in den Wald, um ihn dort von seinem Kumpanen erschießen zu lassen. Auf dem Rückweg zum Auto sagt er, dass er über die Gelassenheit des Ermordeten beeindruckt gewesen sei.
Castellano ist begeistert von der Arbeit Gravanos und gibt ihm mehr Einfluss. Gravano bekommt auch mit, dass Castellano familienintern gegen Drogenhändler vorgehen will und bespricht das heimlich mit Gotti. Gravanos Schwager Nicky bereitet ihm Sorgen, da er sich mit Vollmitgliedern der Mafia anlegt und Drogen verkauft. Castellano fordert Gravanos Freund Louie Milito dazu auf, Nicky zu beseitigen, was diesen in einen Gewissenskonflikt bringt. Er erzählt Gravano von dem Auftrag und dieser führt ihn widerwillig aus: Er lässt seinem Schwager in den Hinterkopf schießen. Bei der anschließenden Feier wird dann die trauernde Schwester des Ermordeten – Gravanos Ehefrau – von den heuchelnden Mördern getröstet. Sie fordert Gravano dazu auf, den Mörder ihres Mannes zu finden. Als er einen Schuldner bedroht, gibt der ihm sein Haus.

### Konflikte in der Mafia
1985 konfrontiert Gravano seinen Partner damit, dass er ihn betrogen habe und droht ihm mit dem Tod. Dafür wird er vor ein Tribunal der Gambino-Familie geladen. Gotti rät ihm dringend dazu, vor dem Tribunal zu lügen. Gravano trägt sein Anliegen jedoch mit Standfestigkeit vor. Das sichert ihm sein Leben, aber Castellano warnt ihn, wenn er noch einmal die Regeln verletze, müsse er „gehen“. Gravano fragt sich später, wo die Prinzipien der Ehre, Loyalität und Bruderschaft geblieben seien.
Im weiteren Verlauf des Jahres gerät die Familie Gambino weiter unter Druck. Zwei Mitglieder haben am Telefon über Mafiageschäfte gesprochen und das FBI, welches die Telefonate abgehört hat, hat Material für eine Klage gesammelt.
Ende 1985 liegt Unterboss Dellacroce im Sterben. Castellano gerät in Stress und bedroht Gotti. Gotti und Gravano sind sehr über den Boss verärgert. Castellano spürt, dass es eine Bedrohung gibt und denkt darüber nach, dass Gravano sich gegen ihn stellen könnte. Daher beschließt er, Gottis Crew zu zerschlagen. Das FBI hörte auch Gespräche in Castellanos Haus ab und nimmt ihn wegen Verstößen gegen das RICO-Gesetz fest. Gemeinsam mit Frank DeCicco denkt Gravano darüber nach, den Boss aus dem Weg zu räumen, obwohl das kein einfaches Unterfangen ist. Als John Gotti ihn aber fragt, auf wessen Seite er stehe, beschließt er, Castellano umzubringen. Die Anspannung ist in den nächsten Tagen spürbar und auch die Ehe Gravanos leidet darunter. Die Verschwörer, zu denen auch DeCicco gehört, locken Castellano in eine Falle.
Am 16. Dezember 1985 wird Castellano, der auf Kaution freigelassen wurde, vor dem Sparks Steak Haus ermordet. Gravano und Gotti sitzen im Wagen und beobachten das Geschehen aus nächster Nähe. Nach der Ermordung ist es nicht sicher, wie die anderen Familien reagieren werden, da die Ermordung die mafiainternen Regeln verletzt. Die 21 Capos der Gambino-Familie treffen sich und wählen John Gotti einstimmig zum neuen Chef.
In der Folgezeit wird Gotti etliche Male angeklagt und jedes Mal freigesprochen. Er entwickelt sich zu einem Medienstar, der auf der Straße um Autogramme gebeten wird. Während Gotti das Rampenlicht genießt, sieht Gravano diese Entwicklung mit großer Besorgnis. Er ermahnt seinen Boss, dass die Cosa Nostra eine geheime Sache sei und sich unauffällig benehmen müsse, aber Gotti will davon nichts hören. Aufgrund machtpolitischer Erwägungen muss Gravano seine alten Freunde und Weggefährten einen nach dem anderen ermorden, worunter er leidet.
Gotti ärgert sich darüber, dass einige der Gewerkschaftsbosse nur mit Sammy Gravano sprechen möchten und spricht Gravano darauf an. Dieser versichert ihm, dass er der Boss sei. Gravano fängt an, Groll gegen Gotti zu hegen. Gotti beginnt in Gegenwart von anderen Mitgliedern der Familie über Gravano zu lästern, was das FBI aufnehmen kann. In der nächsten Zeit werden weiter zahlreiche Gambino-Mitglieder auf Befehl Gottis ermordet. Das FBI nimmt eine Konversation auf, in der über die Ermordung eines Mitgliedes gesprochen wird. Es glaubt damit genug Beweismaterial gesammelt zu haben.
Gravanos Frau leidet unter dem Leben als Mafia-Braut. Sie hat jeden Morgen, wenn Gravano das Haus verlässt, Angst, er könnte nicht wiederkommen. Gravano sagt ihr, dass das „eben das Mafia-Leben sei und dass die Mafia vor allem anderen käme“. Als seine Frau die Scheidung will, akzeptiert er das nicht.

### Verurteilung
Kurze Zeit später erscheint das FBI und nimmt die Spitze der Familie, John, Frank und Sammy, fest. Während Gotti die Festnahme nicht ernst nimmt, realisiert Sammy, dass er den Rest seines Lebens in Haft verbringen könnte.
Die Anklage enthält neben Verstößen gegen den RICO-Act auch die Morde an Paul Castellano, Thomas Bilotti, Robert DiBernardo, Louie DeBono und Louis Milito. Die Verteidiger Gottis und Gravanos werden disqualifiziert, so dass beide sich neue Anwälte suchen müssen. In der U-Haft versucht Gotti gegenüber Gravano das Problem herunterzuspielen.
Als während des Prozesses Aufnahmen Gottis vorgespielt werden, vergeht beiden langsam das Lachen: Gotti lästert über Gravano und er gibt zu, Morde in Auftrag gegeben zu haben. Als sich Gravano und Gotti anschließend in der Zelle treffen, teilt Gravano ihm mit, dass er zutiefst verletzt und enttäuscht sei. Vor allem entsetzte ihn, dass Gotti die Ermordung DiBernardos angeordnet hatte, denn dieser wurde wegen Rufmordes auf die Todesliste gesetzt. Gotti gibt diesen Fehler zu, versteht aber die Aufregung Gravanos nicht.
Gravano wird bewusst, dass sie überführt werden würden. Er beschließt, mit den Behörden zusammenzuarbeiten und gegen Gotti auszusagen. Es fällt ihm nicht leicht, weil sein „Wertesystem“ den Verrat der Familie als etwas sehr Verachtenswertes ansieht, letztendlich ist die Furcht vor der lebenslangen Haft jedoch stärker. Sammy legt ein umfassendes Geständnis ab und gesteht 19 Morde, davon 11, die er im Auftrage Gottis begangen hat. Der Verteidiger Gottis versucht, die Jury zu überzeugen, dass er ein notorischer Lügner sei. Diese Strategie nützt nichts: Gotti wird wegen mehrfachen Mordes schuldig gesprochen und muss den Rest seines Lebens im Hochsicherheitsgefängnis Marion, Illinois verbringen.
Gotti-Anhänger veranstalten im und außerhalb des Gerichtssaals Tumulte. Gravano bekommt die Gelegenheit, mit seiner Frau zu sprechen. Diese ist entsetzt, dass Sammy ihren Bruder ermordet hat. Sie will nichts mehr mit ihm zu tun haben, was ihn sehr schmerzt.
Gravanos Aussagen führen zu der Überführung etlicher anderer. Er nimmt seine reduzierte Strafe von 5 Jahren hin und sieht ein, dass die gesamte Cosa Nostra nichts mit „Werten“ zu tun hat, sondern auf permanenten Verrat aufgebaut ist. Nach der Entlassung taucht Gravano unter und lebt in einer der Wüstengegenden der USA weiter.
Er zieht Bilanz und ist der Meinung, Gottis Größenwahn hätte ihn zu Fall gebracht. Nachdem er das Zeugenschutzprogramm verlassen hat, wird Sammy interviewt. Er sagt, dass er glaube, eines Tages ermordet zu werden und dass er das Leben bis dahin genieße. Im Abspann erfährt man, dass Gotti 23 Stunden am Tag in Einzelhaft verbringt, Gravano von Familienangehörigen seiner Mordopfer verklagt wurde, an einem unbekannten Ort lebt und sich gegen die Anklagen verteidigt.

## Hintergrund
Der Film basiert auf dem Buch Underboss, das Peter Maas in Zusammenarbeit mit Gravano geschrieben hat. Wie auch beim Film Der Untergang der Cosa Nostra spielen wieder etliche spätere Sopranos-Darsteller mit.

## Kritik
„Eine Überlange [sic!] Fernsehproduktion, die 19 Jahre bei der Mafia beschreibt und die bekannten Stichworte Respekt, Loyalität, Gehorsam und Ehre bebildert. Dabei ist die im Rückblick des Hauptbeteiligten erzählte “wahre” Geschichte weitgehend frei von Überraschungen und hinterlässt den Eindruck eines zweiten Aufgusses.“